# Cercle de sentence
Un cercle de sentence, aussi dit cercle de détermination de la peine, est une modalité de la justice canadienne à destination des autochtones. Cette pratique consiste à rassembler le juge canadien, les parties au procès et une vingtaine de personnes autochtones afin d'échanger à propos de la peine à prononcer.

## Histoire
C'est à partir des années 1990 que des cercles de sentence ont été constitués, dans le Yukon, à l'initiative du juge non-autochtone Barry Stuart. Leur développement a été appuyé par l'arrêt R v Gladue (en) en 1999.
Les promoteurs de ces cercles les inscrivent dans le paradigme de la justice réparatrice. Les cercles de sentence ont été implémentés dans cet esprit de justice réparatrice dans certains des États-Unis et en Australie. Cependant, au Canada, leur usage a diminué.

## Origines
De très nombreux auteurs affirment que les cercles de sentence et leurs dérivés s'enracinent dans « la culture autochtone »,. Selon Val Napoleon et Hadley Friedland, il est plus exact de dire que les cercles de sentence sont les seuls espaces du système pénal canadien au sein desquels les traditions juridiques autochtones ont été tolérées. Selon elles, bien que les pratiques réparatrices à l'instar des « cercles » soient effectivement centrales dans virtuellement tous les ordres juridiques autochtones au Canada, il est important de ne pas faire de généralisations réductrices, car une focalisation sur la justice réparatrice peut masquer les diverses nuances des pratiques judiciaires autochtones.

## Critiques
Selon Mylène Jaccoud, les cercles de sentence ont été critiqués par des intellectuels autochtones à cause de leur respect superficiel de la souveraineté autochtone, au contraire des cercles de guérison,.
De plus, les juges pénaux ont des sentiments réservés quant à l'application de ce mécanisme aux cas de violence conjugale,. Des critiques féministes mettent également en cause cette procédure dans les cas de violence conjugale, arguant qu'elle offre une moindre protection aux victimes de violence conjugale,.

## Émulation
Les cercles de sentence ont inspiré de nombreux auteurs dans le domaine de la pédagogie et de la justice réparatrice qui ont théorisé des concepts adjacents tels que les cercles de paix, les cercles réparateurs ou les cercles de paroles,,,. Des études ont aussi été menées sur la possibilité de créer de tels cercles en Europe.

### Articles de revue de littérature
- (en) Toby S. Goldbach, « Instrumentalizing the Expressive: Transplanting Sentencing Circles into the Canadian Criminal Trial », Transnational Law and Contemporary Problems, vol. 25,‎ 2015-2016, p. 61 (lire en ligne, consulté le 12 avril 2024)